# ارنست استارلینگ
ارنست استارلینگ (انگلیسی: Ernest Starling; ۱۷ آوریل ۱۸۶۶ – ۲ مهٔ ۱۹۲۷) دانشمند در زمینه فیزیولوژی اهل بریتانیا بود.
او همچنین برندهٔ جوایزی همچون مدال پادشاهی و همکار انجمن سلطنتی بوده است.
او به‌عنوان یک فیزیولوژیست ایده‌های اساسی بسیاری را در زمینهٔ حرفهٔ خود ارائه کرد. این ایده‌ها بخش‌های مهمی از مشارکت بریتانیا در فیزیولوژی بود زمینه‌ای که کشورش در آن زمان در جهان پیشتاز بود.
ارنست استارلینگ حداقل چهار سهم مهم داشت:
- در مویرگ، آب به وسیله فشار هیدرواستاتیک از طریق منافذ دیواره خارج می‌شود و توسط فشار اسمزی پروتئین‌های پلاسما (یا فشار انکوتیک) به داخل هدایت می‌شود. این نیروهای متضاد تقریباً متعادل می‌شوند. که به اصل استارلینگ معروف است.
- کشف هورمون سکرتین - با برادر همسرش ویلیام بیلیس - و معرفی واژهٔ هورمون.
- تجزیه و تحلیل فعالیت قلب به‌عنوان یک پمپ که به قانون فرانک-استارلینگ معروف است.
- چندین مشاهدات اساسی در مورد عملکرد کلیه‌ها. اینها شامل شواهدی برای وجود وازوپرسین، هورمون ضد دیورتیک است.[۱] او همچنین کتاب درسی برجسته فیزیولوژی را به زبان انگلیسی نوشت که ۲۰ بار منتشر شد.